# The Doors: Vinyl Box Set
The Doors: Vinyl Box Set è un cofanetto pubblicato dai Doors nell'aprile 2008 e consiste in 6 Vinili stereo + 1 vinile mono e sono: The Doors, Strange Days, Waiting For The Sun, The Soft Parade, Morrison Hotel ed L.A. Woman con l'aggiunta del primo vinile The Doors sia in versione stereo che mono

## Tracce
Tutte le canzoni sono scritte da Jim Morrison, Robby Krieger, Ray Manzarek, e John Densmore, salvo dove è indicato.

### Disco Uno:The DoorsVersione (Stereo)
1. "Break on Through (To the Other Side)"
2. "Soul Kitchen"
3. "The Crystal Ship"
4. "Twentieth Century Fox"
5. "Alabama Song (Whiskey Bar)" (Bertolt Brecht, Kurt Weill)
6. "Light My Fire"
7. "Back Door Man" (Willie Dixon)
8. "I Looked at You"
9. "End of the Night"
10. "Take It as It Comes"
11. "The End"

### Disco Due:Strange Days
1. "Strange Days"
2. "You're Lost Little Girl"
3. "Love Me Two Times"
4. "Unhappy Girl"
5. "Horse Latitudes"
6. "Moonlight Drive"
7. "People Are Strange"
8. "My Eyes Have Seen You"
9. "I Can't See Your Face in My Mind"
10. "When the Music's Over"

### Disco Tre:Waiting for the Sun
1. "Hello, I Love You"
2. "Love Street"
3. "Not to Touch the Earth"
4. "Summer's Almost Gone"
5. "Wintertime Love"
6. "The Unknown Soldier"
7. "Spanish Caravan"
8. "My Wild Love"
9. "We Could Be So Good Together"
10. "Yes, the River Knows"
11. "Five to One"

### Disco Quattro:The Soft Parade
1. "Tell All the People"
2. "Touch Me"
3. "Shaman's Blues"
4. "Do It"
5. "Easy Ride"
6. "Wild Child"
7. "Runnin' Blue"
8. "Wishful Sinful"
9. "The Soft Parade"

### Disco Cinque:Morrison Hotel
1. "Roadhouse Blues"
2. "Waiting for the Sun"
3. "You Make Me Real"
4. "Peace Frog"
5. "Blue Sunday"
6. "Ship of Fools"
7. "Land Ho!"
8. "The Spy"
9. "Queen of the Highway"
10. "Indian Summer"
11. "Maggie M'Gill"

### Disco Sei:L.A. Woman
1. "The Changeling"
2. "Love Her Madly"
3. "Been Down So Long"
4. "Cars Hiss By My Window"
5. "L.A. Woman"
6. "L'America"
7. "Hyacinth House"
8. "Crawlin' King Snake" (John Lee Hooker)
9. "The WASP (Texas Radio and the Big Beat)"
10. "Riders on the Storm"

### Disco Sette:The DoorsVersione (Mono)
1. "Break on Through (To the Other Side)"
2. "Soul Kitchen"
3. "The Crystal Ship"
4. "Twentieth Century Fox"
5. "Alabama Song (Whiskey Bar)" (Bertolt Brecht, Kurt Weill)
6. "Light My Fire"
7. "Back Door Man" (Willie Dixon)
8. "I Looked at You"
9. "End of the Night"
10. "Take It as It Comes"
11. "The End"

- Il Box Set è 180-gram HQ Vinyl ed è in edizione limitata sono stati prodotti 12,500 copie con appositi numeri di serie.

## Formazione
- Jim Morrison - voce
- Robert Krieger - chitarra
- Ray Manzarek - organo, pianoforte, tastiere, basso
- John Densmore - batteria